# Tettigoniopsis uwaensis
Tettigoniopsis uwaensis är en insektsart som beskrevs av Tadao Kano och O. Tominaga 1999. Tettigoniopsis uwaensis ingår i släktet Tettigoniopsis och familjen vårtbitare. Inga underarter finns listade i Catalogue of Life.